# Salamella
La salamella è un insaccato fresco di puro suino da consumarsi previa cottura, preparato in tutto il periodo dell'anno specialmente in Lombardia.
Per la sua preparazione vengono impiegate esclusivamente pancette e spalle di suini. Dopo un'accurata snervatura e separazione della cotenna, la carne viene macinata con tritacarne (fori da 5 a 6 mm). Viene poi salata e aromatizzata con una miscela di spezie. Quindi viene mescolata a mano o con una impastatrice, aggiungendo l'acqua necessaria affinché raggiunga la morbidezza ottimale per l'insacco in sottili budella di montone. Si passa infine alla legatura a mano con il tipico sistema a intreccio con o senza spago. Viene conservata per una settimana in celle frigorifere  a temperatura variabile dai 0 °C a + 4 °C.

## Salamelle riconosciute tradizionali
Su proposta delle rispettive regioni, sono state riconosciute dal Ministero della Sanità, nel 1971, le seguenti salamelle, considerate nell'elenco dei Prodotti agroalimentari tradizionali italiani:
- salamella fresca all'aglio di Caderzone
- salamelle di Mantova[1]
- salamelle di cavallo